# Luigi Pennacchio
Luigi Pennacchio (* 1. Januar 1933 in Temù; † 21. März 2001 in Sondrio) war ein italienischer Skispringer.

## Werdegang
Seinen ersten großen Erfolg errang Pennacchio bei den italienischen Meisterschaften 1953, wo er hinter Aldo Trivella die Silbermedaille gewann. Diesen Erfolg wiederholte er ein Jahr später. Bei den Olympischen Winterspielen 1956 in Cortina d’Ampezzo sprang er von der Normalschanze auf den 37. Platz. 1958 gewann er seinen ersten und einzigen italienischen Meistertitel vor Nilo Zandanel und Dino De Zordo. Ein Jahr später gewann er Silber. Zu den Olympischen Winterspielen 1960 in Squaw Valley erreichte er noch einmal den 39. Platz von der Normalschanze. Im gleichen Jahr gewann er Bronze bei den italienischen Meisterschaften. Mit dem gleichen Ergebnis endete seine erfolgreiche Karriere 1963.